# Spessard Holland

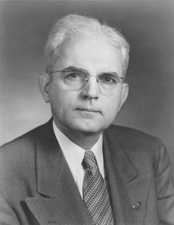
Spessard Holland

Spessard Lindsey Holland (* 10. Juli 1892 in Bartow, Florida; † 6. November 1971 ebenda) war ein US-amerikanischer Politiker und von 1941 bis 1945 der 28. Gouverneur von Florida. Zwischen 1946 und 1971 war Holland Senator im US-Kongress.

## Frühe Jahre und politischer Aufstieg

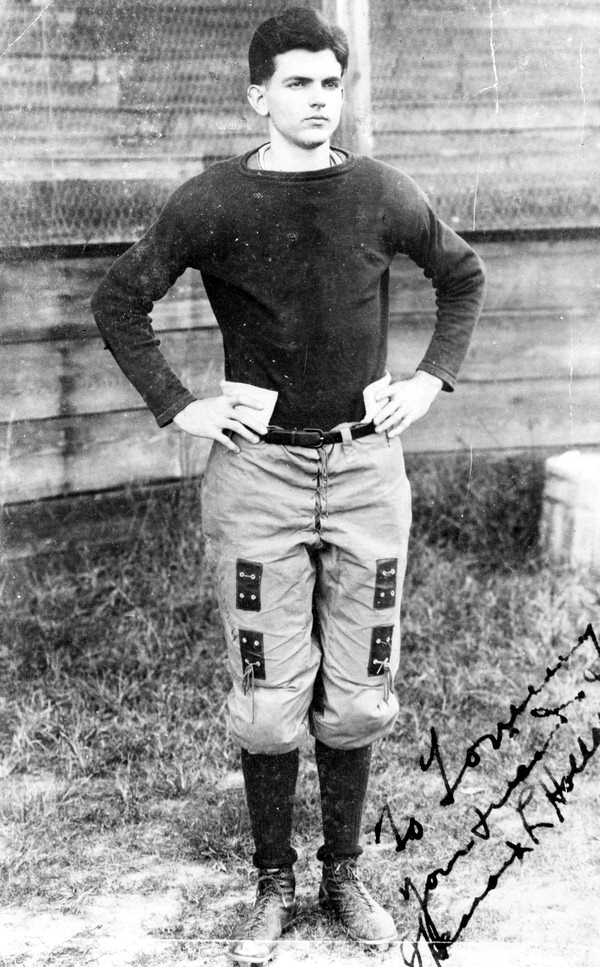
Holland als Fußballspieler in Emory.

Spessard Holland besuchte bis 1912 die Emory University, dann war er für vier Jahre Lehrer in Warrenton in Georgia, ehe er an der University of Florida Jura studierte. Nach seiner Zulassung als Anwalt im Jahr 1916 wollte er eine juristische Karriere bei einer Anwaltskanzlei einschlagen. Im April 1917 traten die Vereinigten Staaten in den Ersten Weltkrieg ein und Holland meldete sich zu den Streitkräften, bei denen er bis zum Hauptmann (Captain) aufstieg. Während des Krieges kämpfte er in verschiedenen Einheiten. Im Dezember 1918 wurde er für seine Verdienste mit einem hohen Orden ausgezeichnet. Nach seiner Rückkehr in das zivile Leben setzte er zunächst seine juristische Laufbahn fort. Jetzt übernahm er aber auch öffentliche Ämter. So wurde er 1919 Staatsanwalt für das Polk County. Im gleichen Bezirk war er zwischen 1921 und 1929 als Richter tätig. Von 1932 bis 1940 war er Mitglied im Senat von Florida. Hier setzte er sich besonders für eine bessere Bildungspolitik ein. Außerdem unterstützte er die soziale Gesetzgebung wie beispielsweise die Arbeitslosenversicherung. Im Jahr 1940 war er Delegierter auf dem Bundeskongress der Demokratischen Partei, auf dem Präsident Franklin D. Roosevelt zum dritten Mal in Folge zum demokratischen Präsidentschaftskandidaten ernannt wurde.

## Gouverneur von Florida
Ebenfalls im Jahr 1940 wurde Holland von seiner Partei zum Spitzenkandidaten für die Gouverneurswahl in Florida nominiert. Nach der anschließenden erfolgreichen Wahl trat er sein neues Amt am 7. Januar 1941 an. Seine vierjährige Amtszeit war überschattet von den Ereignissen des Zweiten Weltkriegs. Seit dem 7. Dezember 1941, dem Tag des japanischen Angriffs auf Pearl Harbor, befanden sich die Vereinigten Staaten im Kriegszustand. Als Gouverneur von Florida musste Holland auch seinen Beitrag zu den Kriegsanstrengungen beitragen. Dabei ging es um die Bereitstellung von Land für Ausbildungslager für die Streitkräfte, die Rekrutierung von Soldaten und die Umstellung der industriellen Produktion auf den Kriegsbedarf. Neben diesen kriegsbedingten Erfordernissen verlor Holland nicht die Interessen Floridas aus den Augen. So wurde das Steuersystem des Staates reformiert und ein einheitliches Rentensystem für Lehrer eingeführt. Die Mineralölsteuer wurde erhöht und mit den Mehreinnahmen 1500 Meilen neue Straßen gebaut. Auch die Voraussetzungen für die spätere Gründung des Everglade National Parks wurden in diesen Jahren geschaffen. Entsprechend den Vorschriften der Staatsverfassung durfte Holland 1944 nicht wiedergewählt werden. Daher schied er am 2. Januar 1945 aus seinem Amt aus.

## Holland im US-Senat
Nach dem Tod von Senator Charles O. Andrews wurde Holland 1946 zu dessen Nachfolger im Kongress in Washington, D.C. bestimmt. Zwischen 1946 und 1971 vertrat Holland dann seinen Bundesstaat im US-Senat in Washington. Wie fast alle Senatoren aus den Südstaaten unterschrieb Holland das so genannte „Southern Manifesto“ das ein Gerichtsurteil im Sinne der Rassengleichberechtigung verurteilte. Zehn Jahre später, im Jahr 1964, unterstützte er aber den 24. Zusatzartikel zur Verfassung der Vereinigten Staaten, der die bis dahin in vielen Bundesstaaten übliche Wahlsteuer abschaffte. (Mit dieser nun abgeschafften Steuer sollten arme Bürger und im Süden vor allem Afroamerikaner von Wahlen ferngehalten werden). Im Jahr 1970 verzichtete Holland auf eine Wiederwahl in den Senat. Er starb im November 1971 an einem Herzanfall. Holland war mit Mary Agnes Groover verheiratet, mit der er vier Kinder hatte.